# Перпиньян (округ)
Перпиньян (фр. Perpignan) — округ (фр. Arrondissement) во Франции, один из округов в регионе Лангедок-Руссильон. Департамент округа — Пиренеи Восточные. Супрефектура — Перпиньян.
Население округа на 2006 год составляло 319 639 человек. Плотность населения составляет 243 чел./км². Площадь округа составляет всего 1317 км².